# Шильдкнехт, Виктор Петрович
Виктор Петрович Шильдкнехт (латыш. Viktors Šildknehts; 27 января 1917, Петроград — 9 августа 2012) — советский и латвийский живописец, художник-постановщик Рижской киностудии.

## Биография
Родился в артистической семье Петра и Лидии Шильдкнехт. Мать — актриса Мариинского театра, потомок старинной аристократической голландской фамилии. Отец — по происхождению немец, театральный художник, с 1924 года живший во Франции и Испании. Работал в кино, был декоратором на съёмках фильма «Андалузский пёс».
Виктор Шильдкнехт учился в Ленинградской Объединённой рабочей школе № 199 (1923—1932). В 1935—1936 — художник рекламного треста. Некоторое время работал по специальности в Ленинградском университете (1937—1939).
В годы войны художник киностудии в Алма-Ате. В 1947 переехал в Латвию с целью помочь в обучении молодых художников, пробовавших свои силы на недавно созданной киностудии. Художник Рижского отделения организации «Торговая реклама» (1949—1955). Специалист по комбинированным съёмкам, работал над созданием более 30 художественных фильмов. Художник-постановщик 24 лент, самые известные из них: Армия «Трясогузки», «Тобаго» меняет курс, «Мираж». Для его работы характерны высокий профессионализм, художественная выразительность и использование своего богатого опыта.
Регулярно участвовал в выставках художников, устраивал персональные показы. Его главная тема — море. Мастер моделирования исторических кораблей и парусников. Работы В. Шильдкнехта представлены в музее истории Риги и мореходства, музее Айнажского морского училища, Клайпедском морском музее и в частных коллекциях. На киностудии работал до 1990 года, продолжал творческую активность и после 90-летнего юбилея.
Член Союза кинематографистов с 1958, Союза художников с 1973. Заслуженный деятель культуры Латвийской ССР (1967).

## Фильмография
- 1945 — Нашествие
- 1955 — Весенние заморозки
- 1957 — Наурис
- 1957 — За лебединой стаей облаков
- 1958 — Повесть о латышском стрелке
- 1959 — Меч и роза
- 1963 — Домик в дюнах
- 1963 — Иоланта
- 1964 — Армия «Трясогузки»
- 1964 — Капитан Нуль
- 1965 — Царская невеста
- 1965 — «Тобаго» меняет курс
- 1966 — Последний жулик
- 1968 — Армия «Трясогузки» снова в бою
- 1968 — Жаворонки прилетают первыми
- 1969 — Тройная проверка
- 1971 — Поженились старик со старухой
- 1972 — Капитан Джек
- 1973 — Олег и Айна
- 1974 — Верный друг Санчо
- 1975 — Мой друг — человек несерьёзный
- 1976 — Мастер
- 1977 — И капли росы на рассвете
- 1978 — За стеклянной дверью
- 1982 — Личная жизнь Деда Мороза
- 1983 — Выстрел в лесу
- 1983 — Мираж
- 1984 — Последний визит
- 1986 — Последний репортаж
- 1986 — Свидание на Млечном пути
- 1987 — Этот странный лунный свет
- 1988 — Мель
- 1988 — Чужой